# PWI Announcer of the Year
De PWI Announcer of the Year Award werd uitgereikt door de professioneel worstelmagazine Pro Wrestling Illustrated. Dit award werd door de PWI-lezers genomineerd en was alleen voor de ringaankondigers en werd maar voor één keer uitgereikt, in 1977.

## Winnaars en ereplaatsen
| Jaar | Winnaar      | Eerste ereplaats | Tweede ereplaats | Derde ereplaats |
| ---- | ------------ | ---------------- | ---------------- | --------------- |
| 1977 | Gordon Solie | Jim Ross         | Bill Carlisle    | Roger Kent      |